# De Haar (Westerkwartier)
De Haar (Gronings: De Hoar, Fries: De Hear) is een streek en een buurtschap in de gemeente Westerkwartier in de provincie Groningen. De Haar is een lintbebouwing van boerderijen langs de Haarsterweg, tussen het dorp Marum en Frieschepalen in de gemeente Opsterland (Friesland). Via de Postdijk over de A7 is het gehucht Trimunt te bereiken en via de Haarsterree is De Wilp te bereiken.

## Beschrijving

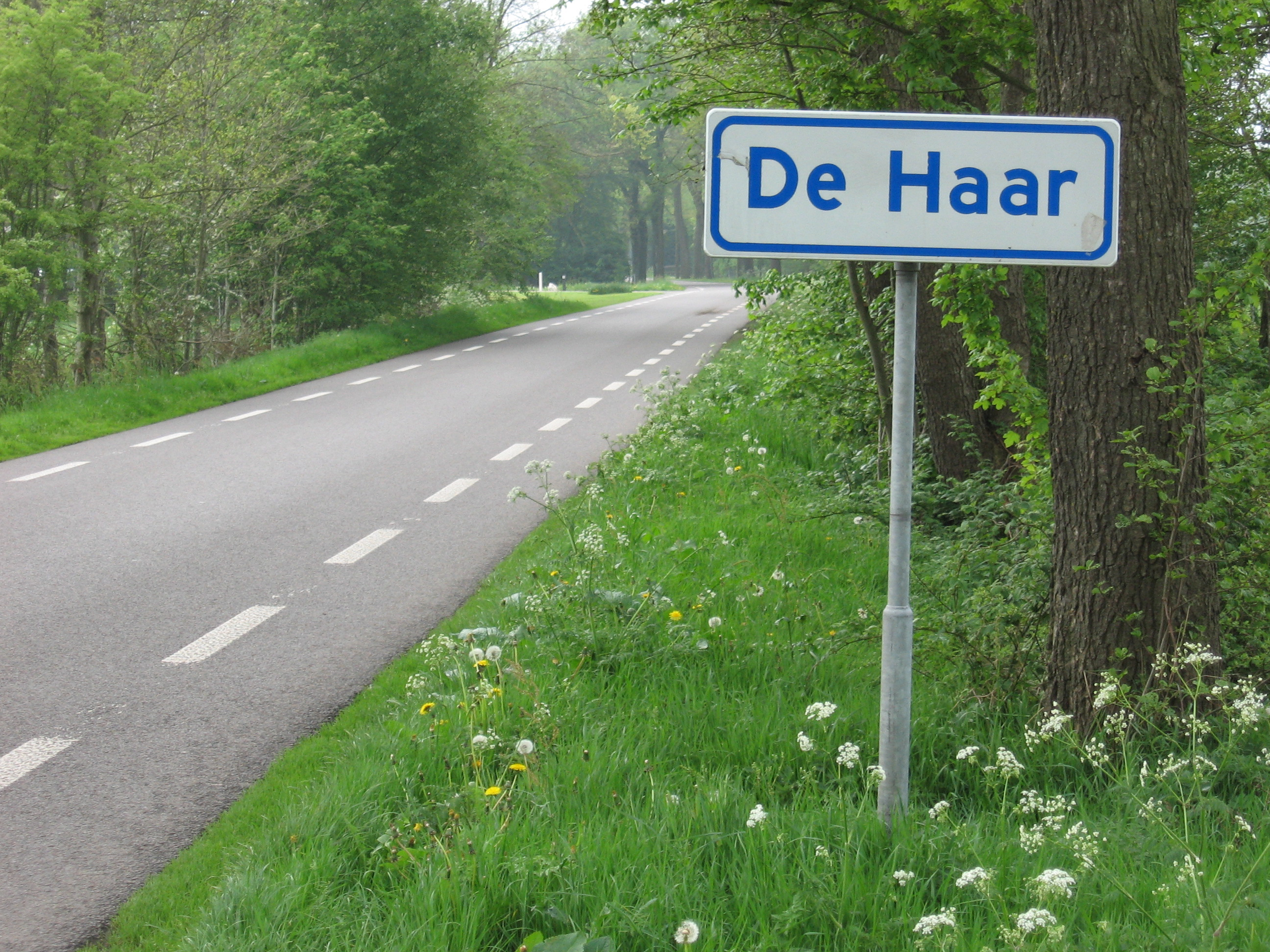
Verkeersbord bij ingang 'De Haar'

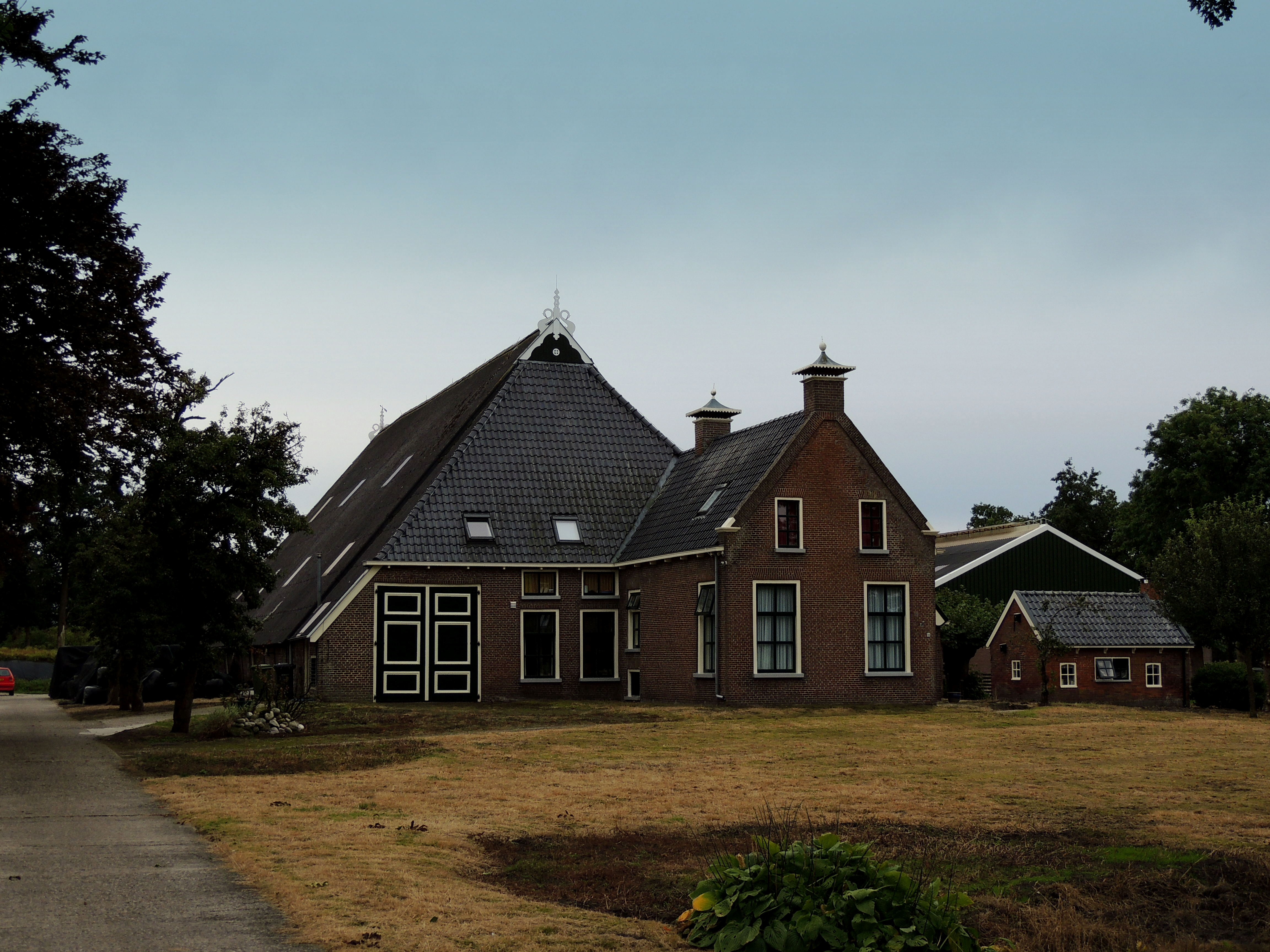
Monumentale boerderij 'Westerheerdt' uit 1861.

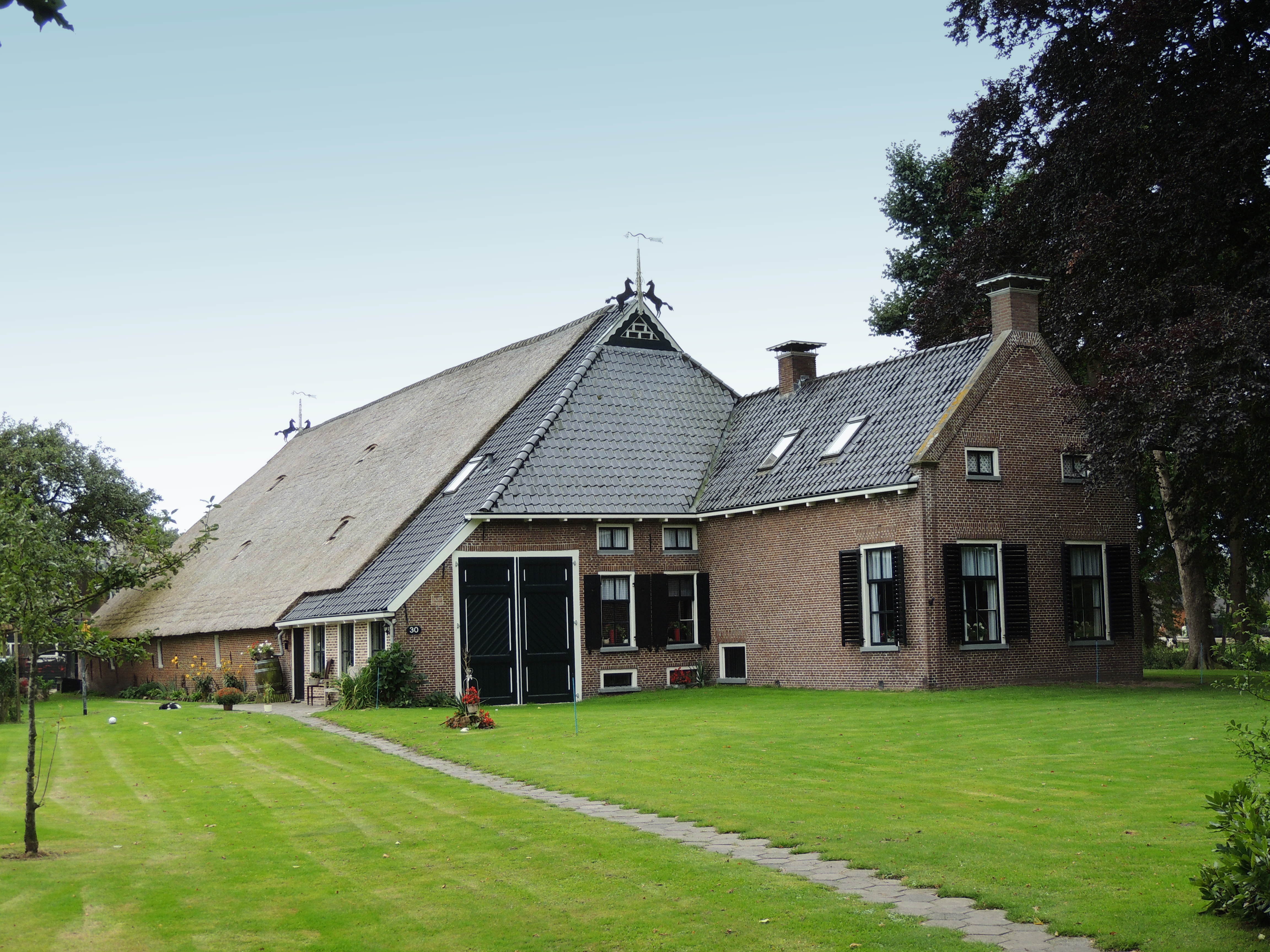
Monumentale boerderij 'Oosterheerdt' uit 1862.

De naam betekent hoogte. Het gebied is dan ook enigszins geaccidenteerd, opvallend in het vrijwel vlakke karakter van de verdere gemeente. Feitelijk hoort het landschappelijk bij de Friese Wouden. Ten noorden van De Haar ligt het Haarsterbos. Dit bos kent nog enkele stukken oerbos en is in het beheer van Staatsbosbeheer.
Bij De Haar zijn ook grafheuvels ontdekt, opgebouwd met plaggen. Er werden fragmenten gevonden van de standvoetbekercultuur en de klokbekercultuur. Ook werden meerdere boomkistgraven gevonden.
De Haar en het omliggende Haarsterveld was vroeger een interessant gebied door de grote hoeveelheid veen dat geëxploiteerd kon worden. De Stad Groningen en Ommelanden nam het gebied in 1594/1595 in beslag van het klooster Trimunt en verkocht het later aan de Stad Groningen. De stad besloot het gebied onder te verhuren zonder exploitatie. Pas eind 18e eeuw waren alle veengebieden ten zuiden van het Trimunt ontgonnen en in 1810 werden de uitgeveende landen, bouw- en weilanden en heidevelden verkocht aan de Friese familie Van Teyens.
In de Tweede Wereldoorlog hebben de Duitsers zestien bewoners van De Haar standrechtelijk doodgeschoten in het nabijgelegen bos van Trimunt als represaille voor een verzetsdaad tijdens de April-meistaking in 1943. Onder de slachtoffers ook een jongen van 13 jaar. De plaatselijk gelegerde Wehrmachtsoldaten hadden de intentie om alle mannen weer snel vrij te laten, maar later die dag kwam een delegatie van de Ordnungspolizei langs die onmiddellijk besloot om over te gaan tot fusilleren. De slachtoffers werden later teruggevonden in een massagraf bij Appèlbergen en herbegraven op 11 december 1945 op het kerkhof bij de kerk van Marum. Hier werd later een monument bij de kerk geplaatst naar het ontwerp van Willem Valk.
Tussen 2000 en 2004 was er een asielzoekerscentrum gevestigd op De Haar aan de Haarsterree waar 400 asielzoekers onder werden gebracht.
Tussen de boerenbedrijven op De Haar is een grote champignonkwekerij gevestigd, deze loodsen staan momenteel leeg.
Aan de Haarsterweg staan ook twee monumentale boerderijen van rond de tweede helft van de 19e eeuw; de Oosterheerdt en de Westerheerdt. Beide heerden waren in vroeger tijden waarschijnlijk eigendom van klooster Trimunt. In 1914 gaf de toenmalige eigenaar van de Oosterheerdt opdracht voor de bouw van een rentenierswoning. Deze woning aan de overkant van de weg is eveneens een rijksmonument.